# Linux-disztribúció

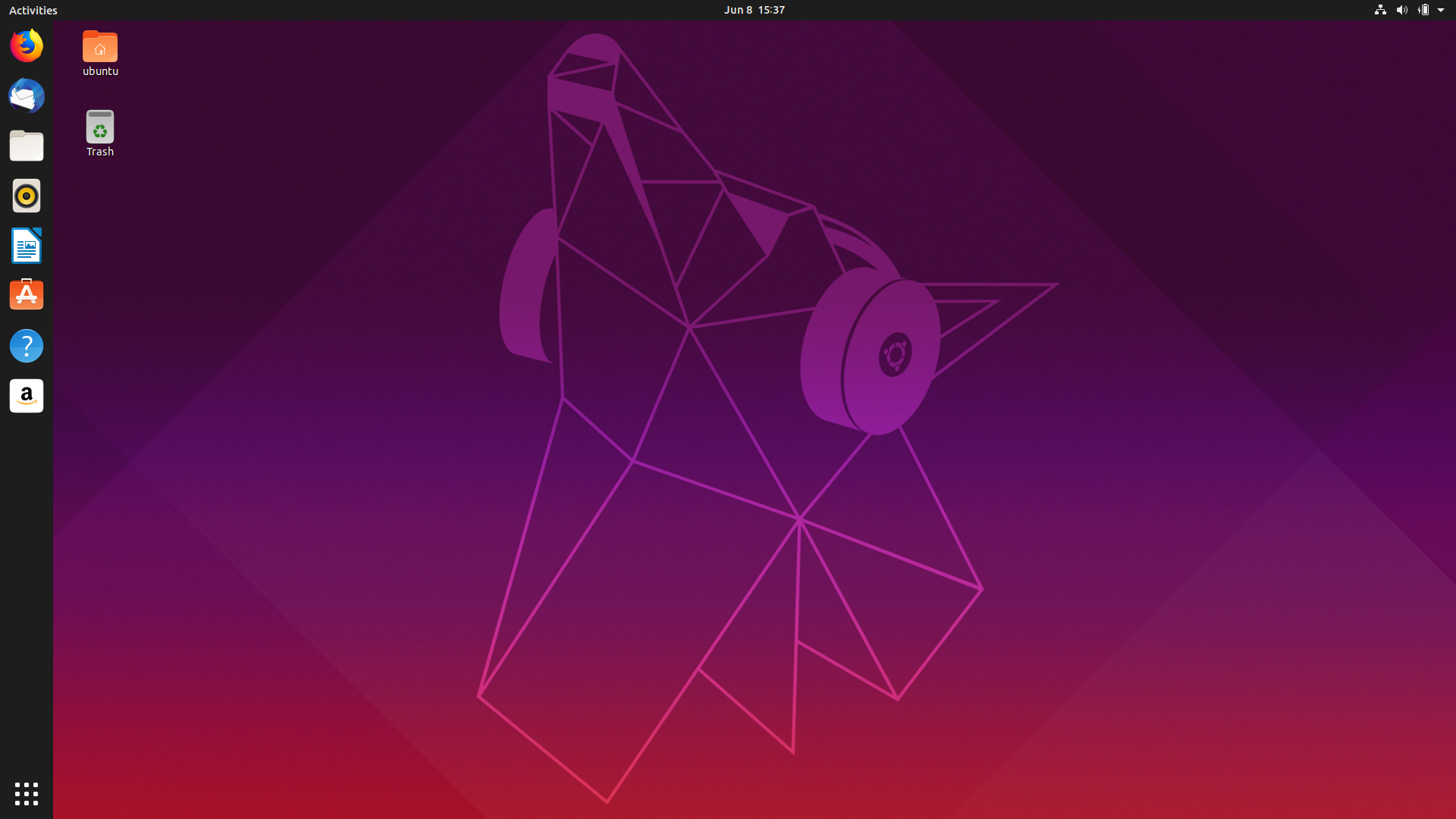
Ubuntu 19.04 "Disco Dingo"

A Linux-disztribúció (röviden: distro vagy disztró) olyan összeállítás, mely egy felhasználásra kész Linux vagy GNU/Linux alapú operációs rendszert, és ahhoz tartozó, válogatott programokat tartalmaz.
Operációs rendszerekkel kapcsolatban a disztribúció (más néven distro vagy disztró) szó alatt egy gondosan egybeválogatott, általában rendszermagból és felhasználói programok csomagjaiból álló terjesztést értünk. A disztribúciót, vagy más néven a terjesztést a disztribútor terjeszti.

## Disztribúciók közötti leggyakoribb különbségek
Disztribúciókat legtöbbször az különbözteti meg, hogy milyen célközönségnek és milyen feladatra készítik őket, így mindenki megtalálhatja a neki leginkább megfelelőt. Így léteznek olyanok, melyek lehetőséget nyújtanak arra, hogy szinte az összes konfigurálási lehetőséget egy grafikus felületen végezzük el és vannak olyanok is, amelyek megkövetelik, hogy a felhasználó mindent a konfigurációs állományok szerkesztésével állítson be a saját ízlésének megfelelően. Egyes disztribúciók célja, hogy mindig a lehető legfrissebb szoftvereket szállítsa, míg mások jól kitesztelt, stabil, ám emiatt kissé elavult csomagokat szállítanak. A legtöbb disztró adott közönséget céloz meg: profi vagy kezdő felhasználókat, adminisztrátorokat, „buherátorokat”, kevés memóriával rendelkező vagy csak CD-t tartalmazó gépeket stb. Néhány disztró a grafikus környezetet, míg mások inkább a karakteres konzolt támogatják.
További fontos különbség, hogy milyen csomagkezelőt használnak az adott terjesztésben. A könyvtárstruktúra általában hasonló módon van felépítve, viszont kisebb különbségek adódhatnak e tekintetben is, extrém esetekben teljesen eltérő felépítést is alkalmaznak a disztribútorok (pl.: GoboLinux). A disztrók egyik fő jellemzője az egyes programcsomagok installálásának, eltávolításának és frissítésének megkönnyítése és támogatása (lásd még: APT, Portage, RPM).
Hardvertámogatás terén is adódhatnak különbségek, viszont alapvetően mind ugyanazt a kernelt használják, így elviekben ha egy disztribúció alatt egy hardver működik, akkor az bármely más, az adott architektúrát támogató disztribúció alatt is működésre bírható. Vannak céldisztribúciók is, például kifejezetten tűzfal vagy router üzemelésére. Megkülönböztethetjük őket az alapján is, hogy szerver, asztali vagy beágyazott (embedded) felhasználásra szánják.
A disztrók nagy részének készítői komolyan veszik a biztonsági problémákat, és az ismert hibák javításait rövid időn belül elérhetővé teszik disztrójuk csomagfrissítési módszerének segítségével.
Nagy eltérések vannak a disztrók kiadásai között eltelt időnek; egyes disztrók fix ciklust alkalmaznak (például 6 hónaponként egy új kiadás), más disztróknál nincs kötött kiadási ciklus.
Léteznek kereskedelmi, vállalati és otthoni/kisirodai disztribúciók is.
Nem mindegyik disztró használja ugyanazt a kernel verziót, továbbá sok disztró saját igényeinek megfelelően módosítja a hivatalosan kiadott, ún. vanilla kernelt.